# Tihana Lazović Trifunović
Tihana Lazović Trifunović (Zadar, 1990.) je hrvatska glumica.

## Životopis
Rođena je u Zadru 1990. godine. Otac Miljenko Lazović bio je nogometni vratar NK Zadra, NK Rijeke i NK Istre, mati Gordana je profesorica talijanskog i engleskoga, a starija sestra Tatjana Lazović je glazbenica i profesorica klavira. Diplomirala je na Akademiji dramske umjetnosti u Zagrebu. Prije glume, svirala je klavir i željela je postati pijanistica. Nastupa u bendu "Tihana i tatini sinovi".
Nagrađena je Zlatnom arenom za najbolju debitanticu za svoju ulogu u filmu "Šuti" Lukasa Nole, a osvojila je i Zlatnu arenu za najbolju glumicu za ulogu u filmu "Zvizdan" Dalibora Matanića.
Imala je glavnu ulogu u filmu "Zvizdan" redatelja Dalibora Matanića, koji je osvojio nagradu žirija za najbolji film u kategoriji "Un Certain Regard" na filmskom festivalu u Cannesu 2015.
Tihana Lazović Trifunović predstavljena je na svečanosti u Berlinu u sklopu projekta European Shooting Stars 2016., kojim se svake godine na Berlinaleu predstavljaju mlade europske gumačke nade. U sklopu European Shooting Stars već su 2010. i 2011. bile predstavljene hrvatske glumice Zrinka Cvitešić i Marija Škaričić.
Igrala je ulogu novinarke Tene Latinović u tv-seriji "Novine" 2016. godine. Imala je zapažene uloge i u serijama Područje bez signala i Šutnja. U svima je redatelj Dalibor Matanić.
Nastupila je u većem broju kazališnih predstava.
Udala se za srbijanskoga glumca Branislava Trifunovića, koji je brat Sergeja Trifunovića.

## Filmografija

### Televizijske uloge
- "Sablja" kao Ružica Đinđić (2024.
- "Šutnja" kao Lana Kralj (2021. – 2023.)
- "Područje bez signala" kao Lipša (2021.)
- "Jutro će promeniti sve" kao Ines (2018.)
- "Novine" kao Tena Latinović (2016. – 2020.)
- "Areta" kao Areta (2016.)
- "Crno-bijeli svijet" kao Nata (2015.)
- "Stipe u gostima" kao Dora (2014.)

### Filmske uloge
- "Samo kad se smijem" kao Tina (2023.)
- "Zora" kao Ika (2020.)
- "Južno voće" (kratki film) kao Ines (2019.)
- "Posljednji Srbin u Hrvatskoj" kao Vesna Zdovc (2019.)
- "Aleksi" kao Aleksi (2018.)
- "Opet unedogled" (kratki film) kao mlada djevojka (2017.)
- "Priče iz bijele sobe" kao pekarica #1 (2016.)
- "S one strane" kao Jadranka (2016.)
- "Zagrebačke priče Vol. 3" kao Tihana (segment "Praznik demokracije") (2015.)
- "Zvizdan" kao Jelena/Nataša/Marija (2015.)
- "Šuti" kao Beba (2013.)
- "Svećenikova djeca" kao djevojka koja svira trubu (2013.)
- "Snig" (kratki film) kao kćer (2012.)
- "Mušice, krpelji i pčele" (kratki film) kao Josipa (2012.)

### Ostalo
- "Zvir" – suradnica za casting (2016.)

### Sinkronizacija
- "Petar Zecimir: Skok u avanturu" kao Repkica Zecimir (2021.)
- "Petar Zecimir" kao Repkica Zecimir (2018.)